# Simon Sechter
Simon Sechter (født 11. oktober 1788 i Friedberg i Böhmen, død 10. september 1867 i Wien) var en østrigsk musikteoretiker.
Sechter studerede i Wien og forblev her, først som hoforganist og (fra 1851) som lærer ved musikkonservatoriet. Han, der var en højt anset kontrapunktiker, udgav særlig Die Grundsätze der musikalischen Komposition (1853—54). Sechter optrådte også som komponist (kirke- og orgelværker, strygekvartetten: De 4 Temperamenter, en komisk opera), men var som sådan uden synderlig betydning. Som en af tidens første teorilærere talte Sechter adskillige senere vidt kendte musikere blandt sine elever (Schubert, Thalberg, Loewe, Henselt, Bruckner med flere).